# Kanaker-Zejtun
Kanaker-Zejtun (armeniska: Քանաքեռ-Զեյթուն) är ett av de tolv distrikten i Armeniens huvudstad Jerevan. Kanaker-Zejtun ligger i den nordöstra delen av Jerevan. Det gränsar till distrikten Adzjapnjak i norr, Kentron i öster och Sjengavit i söder. Det hade 2011 en befolkning på 73.886.
Kanaker-Zejtun ligger på en kulle med utsikt över Jerevans centrala delar. Distriktet gränsar till distrikten Avan, Arabkir, Kentron och Nor Nork. Det gränsar också till provinserna Armavir, Aragatsotn och Kotajk.
Kanaker-Zejtun har sedan länge varit en satellitstad till Jerevan. Orten skadades svårt i jordbävningen i Armenien 1679. Nor Zejtun grundades 1946–1948 av armeniska migranter från Libanon, Syrien, Egypten, Iran, Irak och Grekland.
Kanaker och Nor Zejtun blev efter hand inlemmade i Jerevan.

## Bildgalleri

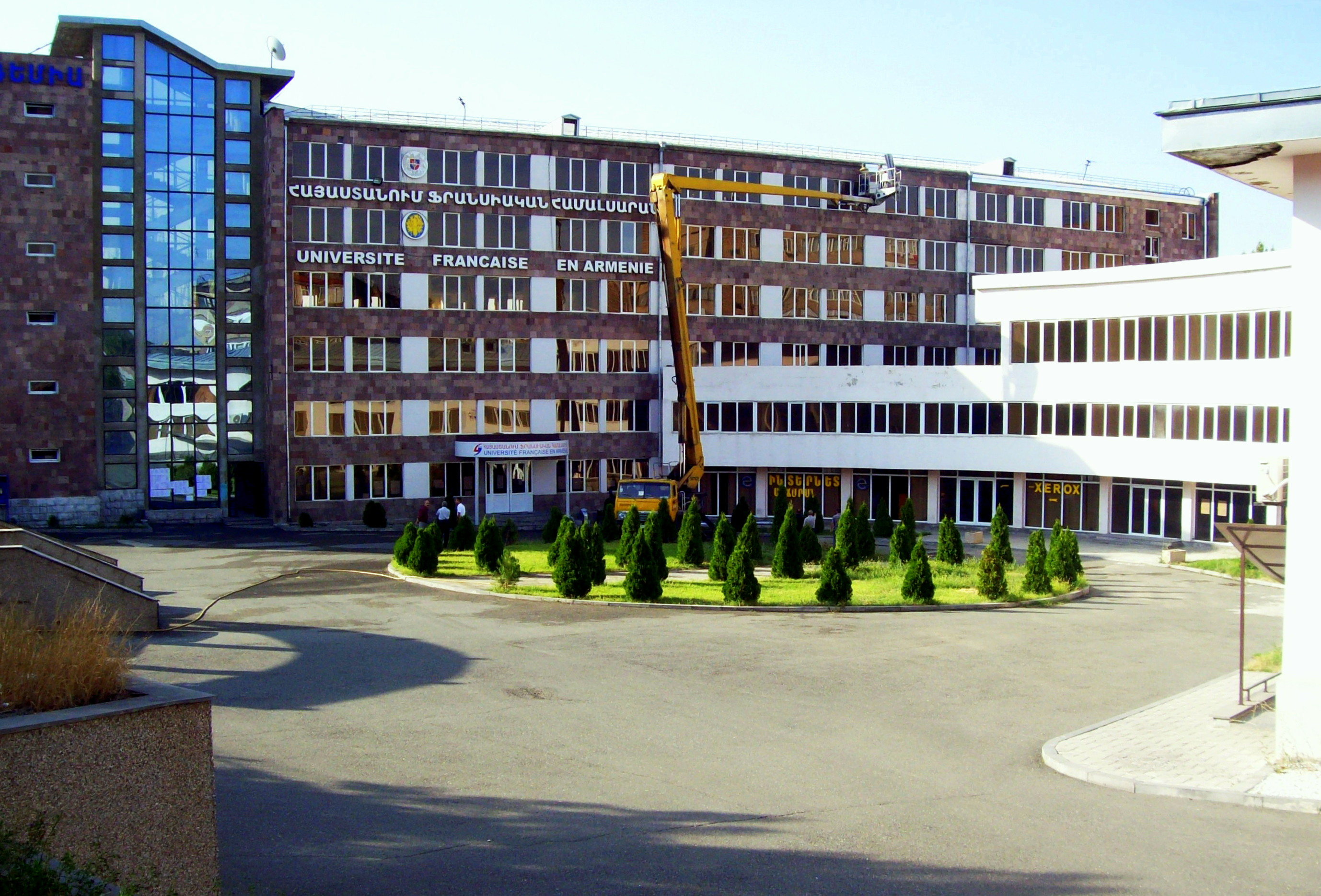
Armeniens franska universitet
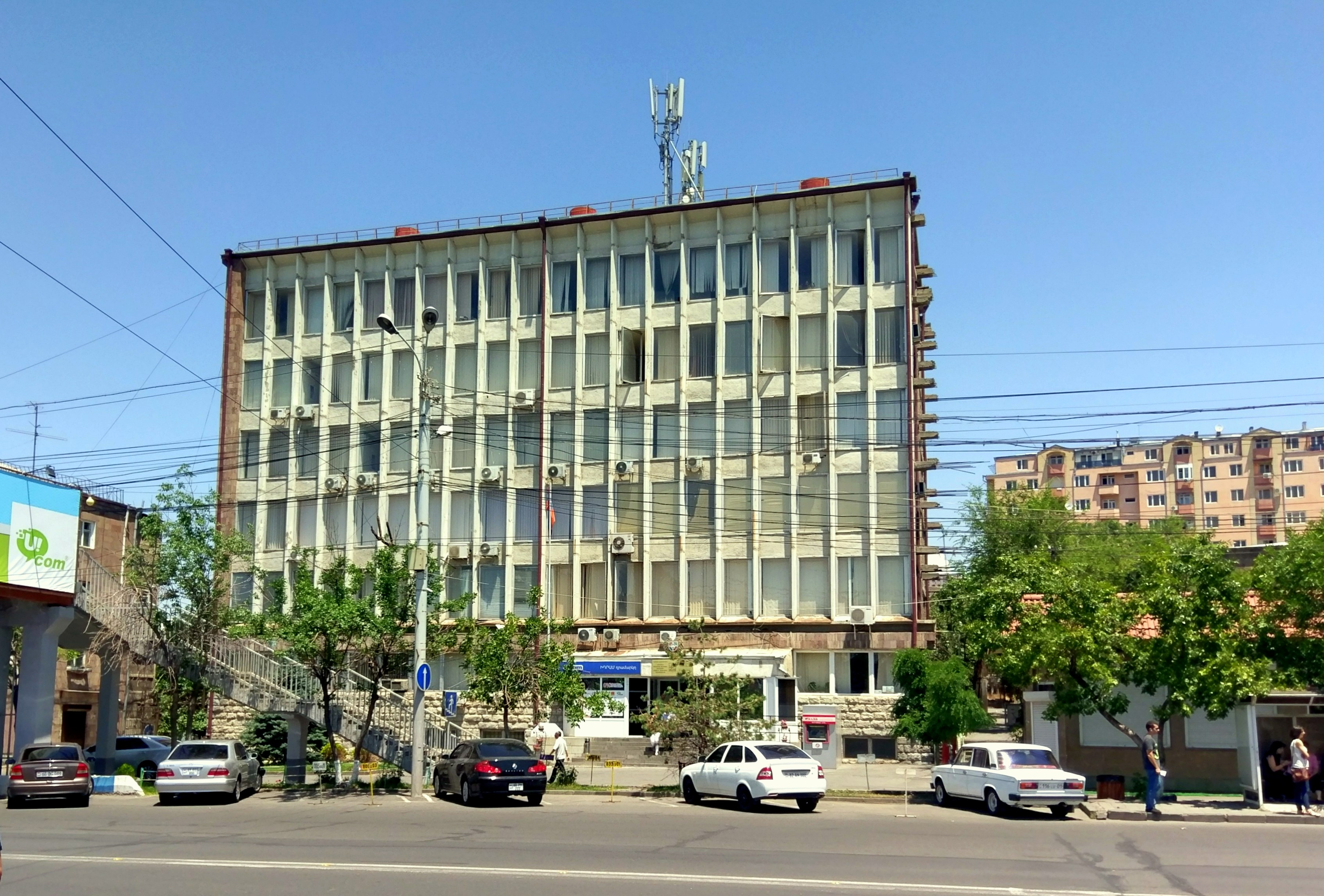
Kanaker-Zejtuns distriktsadministrationskontor
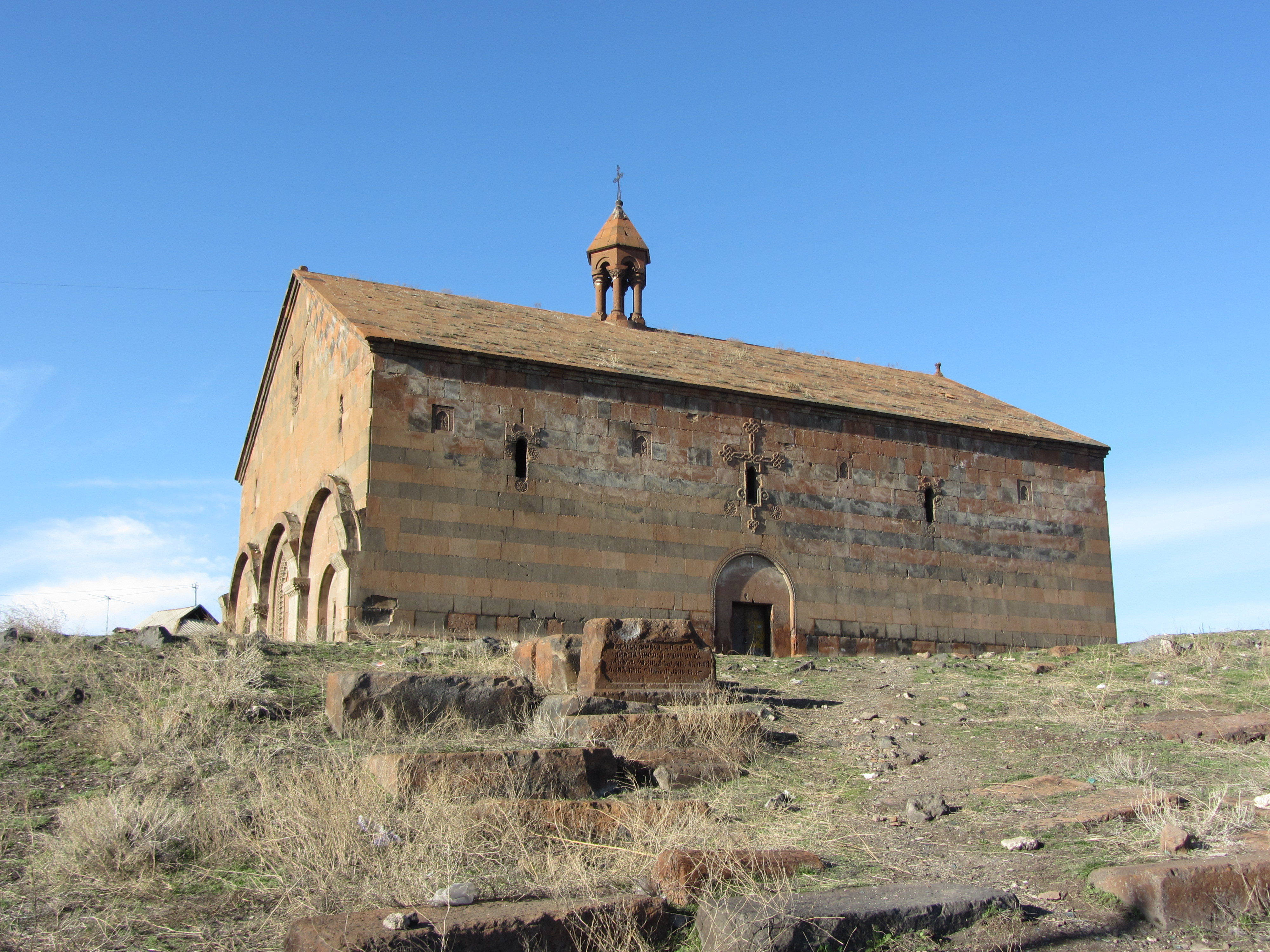
Heliga Guds moders kyrka i Kanaker
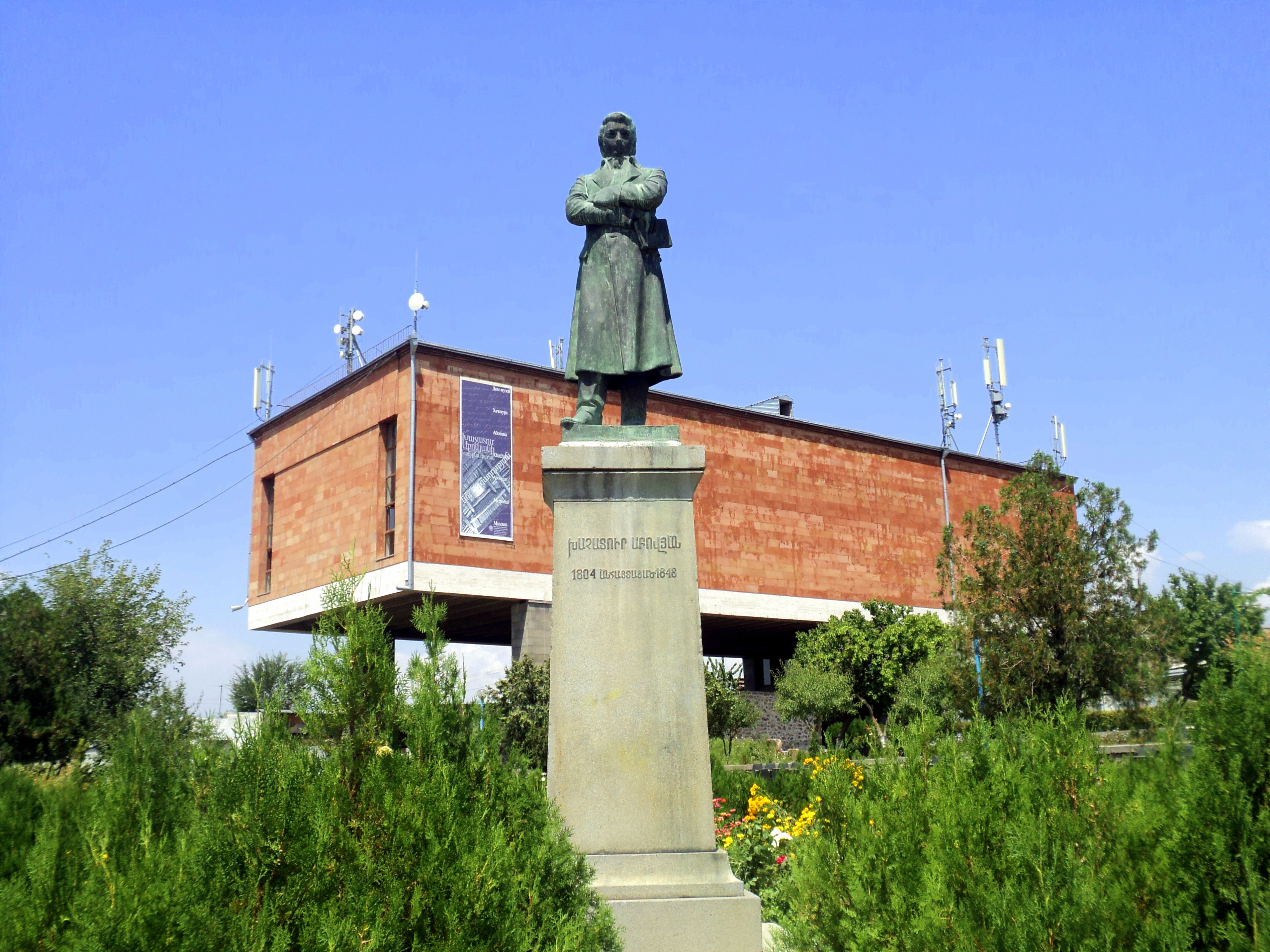
Chatjatur Abovjans hus och kyrka i Kanaker
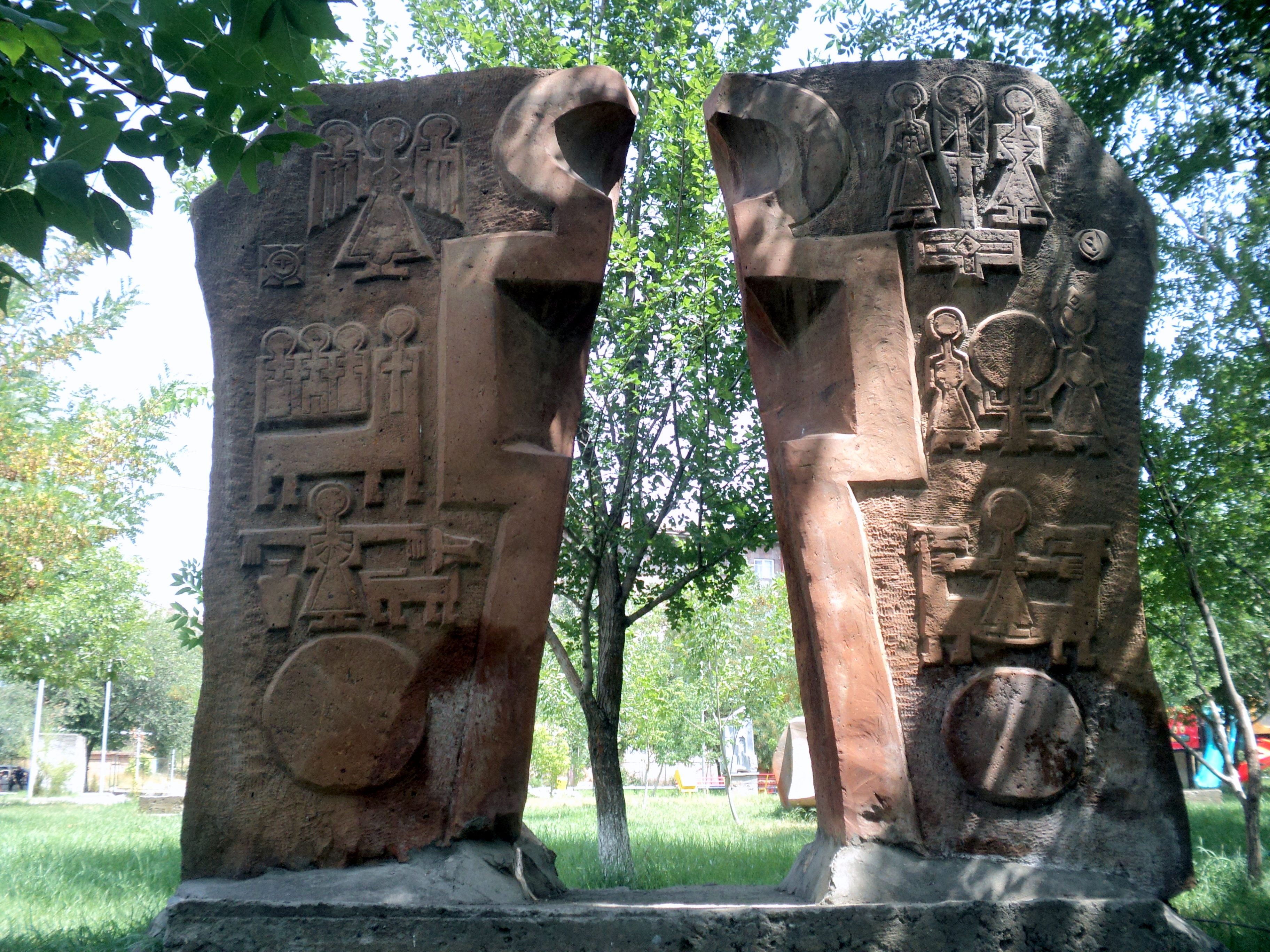
Minnesmärke över 1700-årsjubileet av kristenhet i Armenien
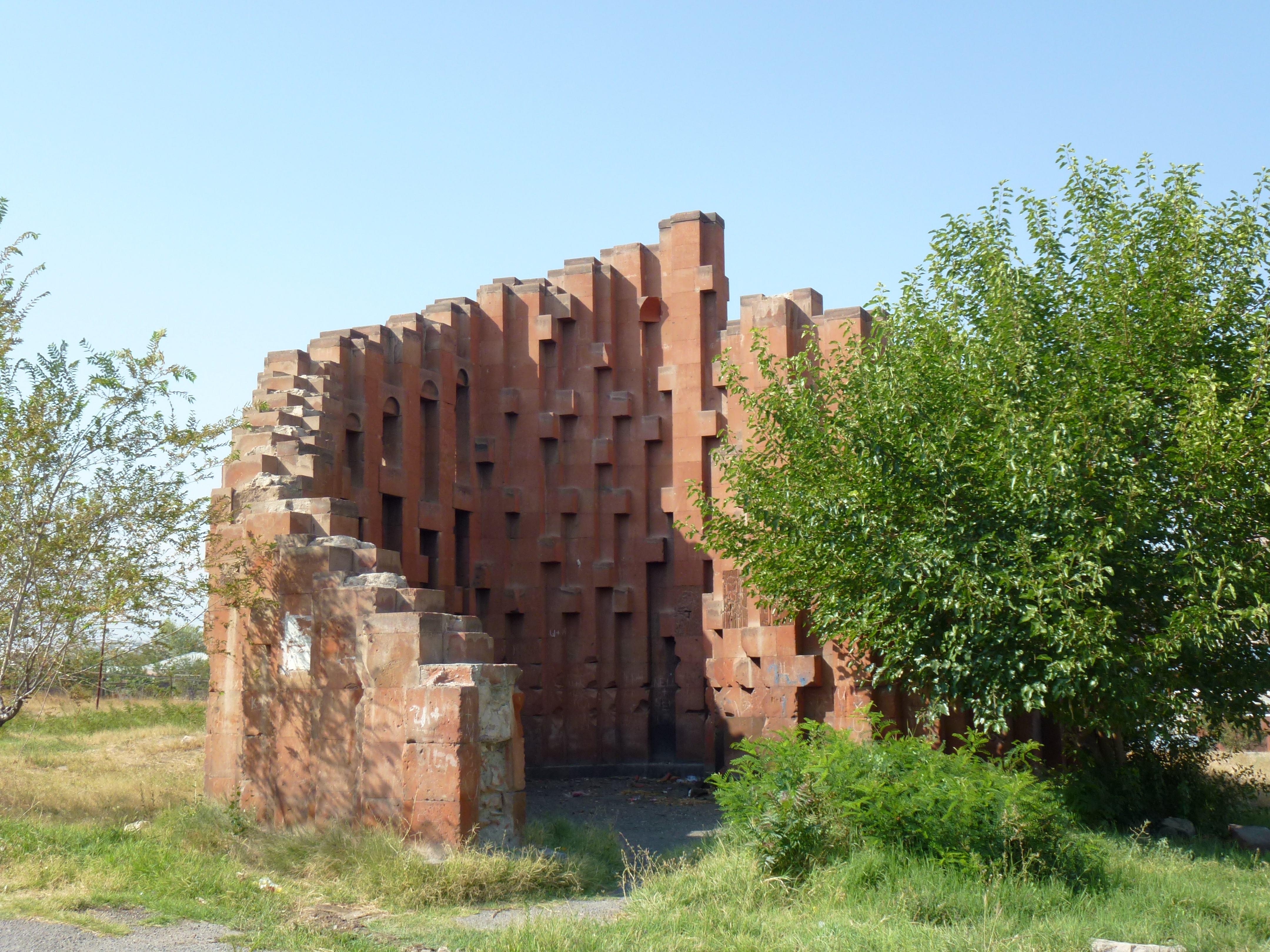
Minnesmärke över Nagorno-Karabach-kriget
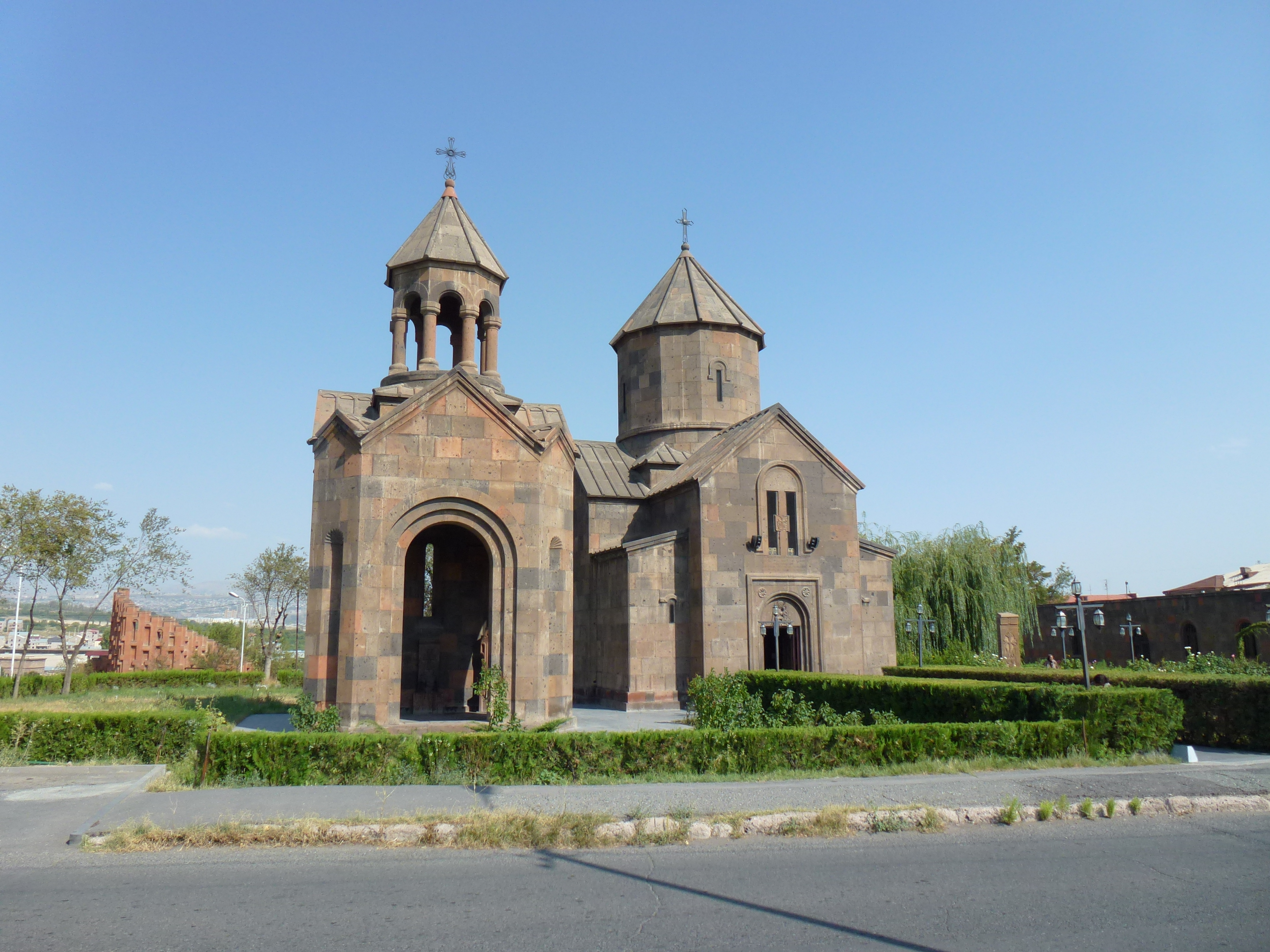
Heliga Guds moders kyrka i Malatia
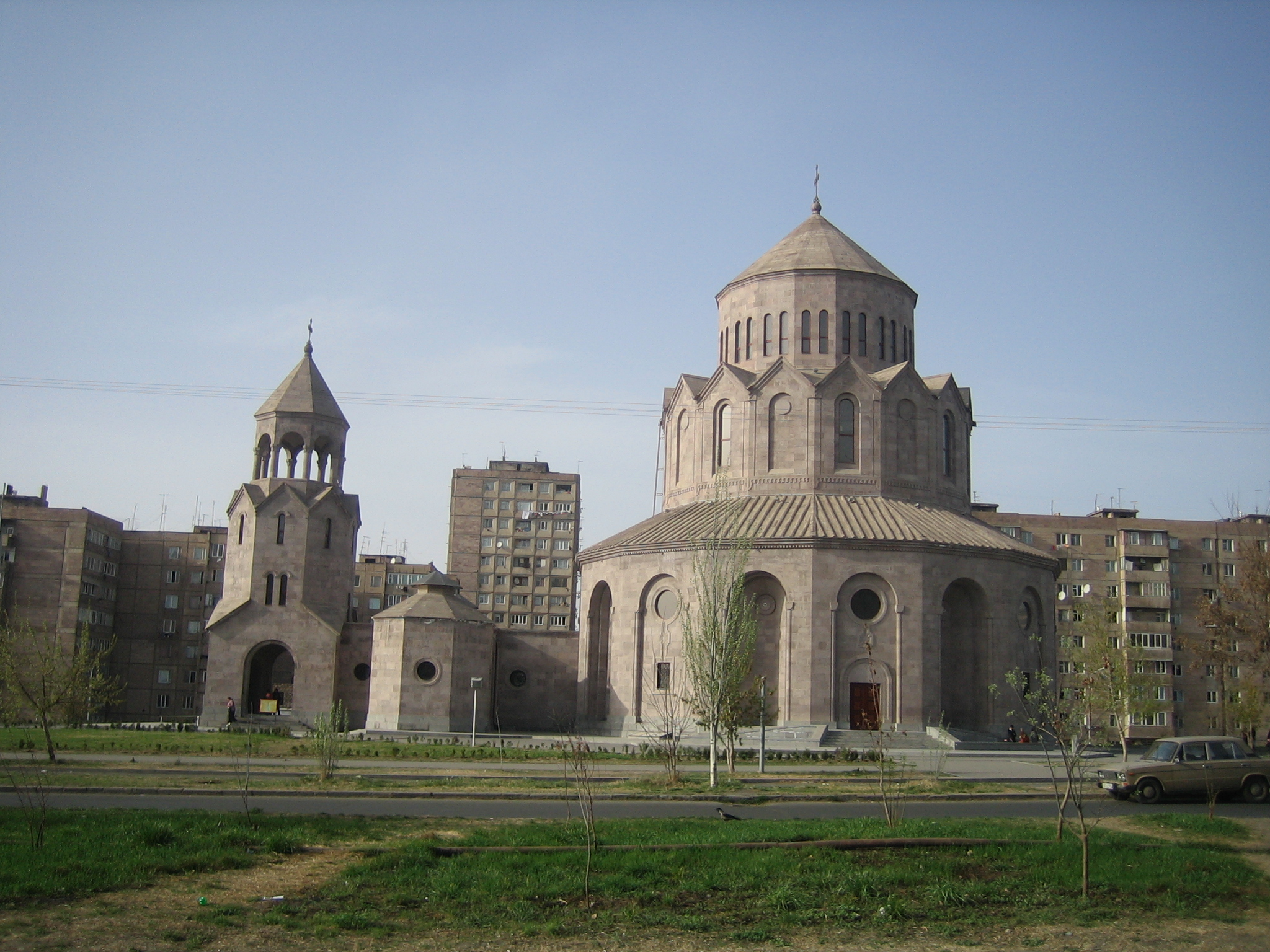
Heliga Trefaldighetskyrkan
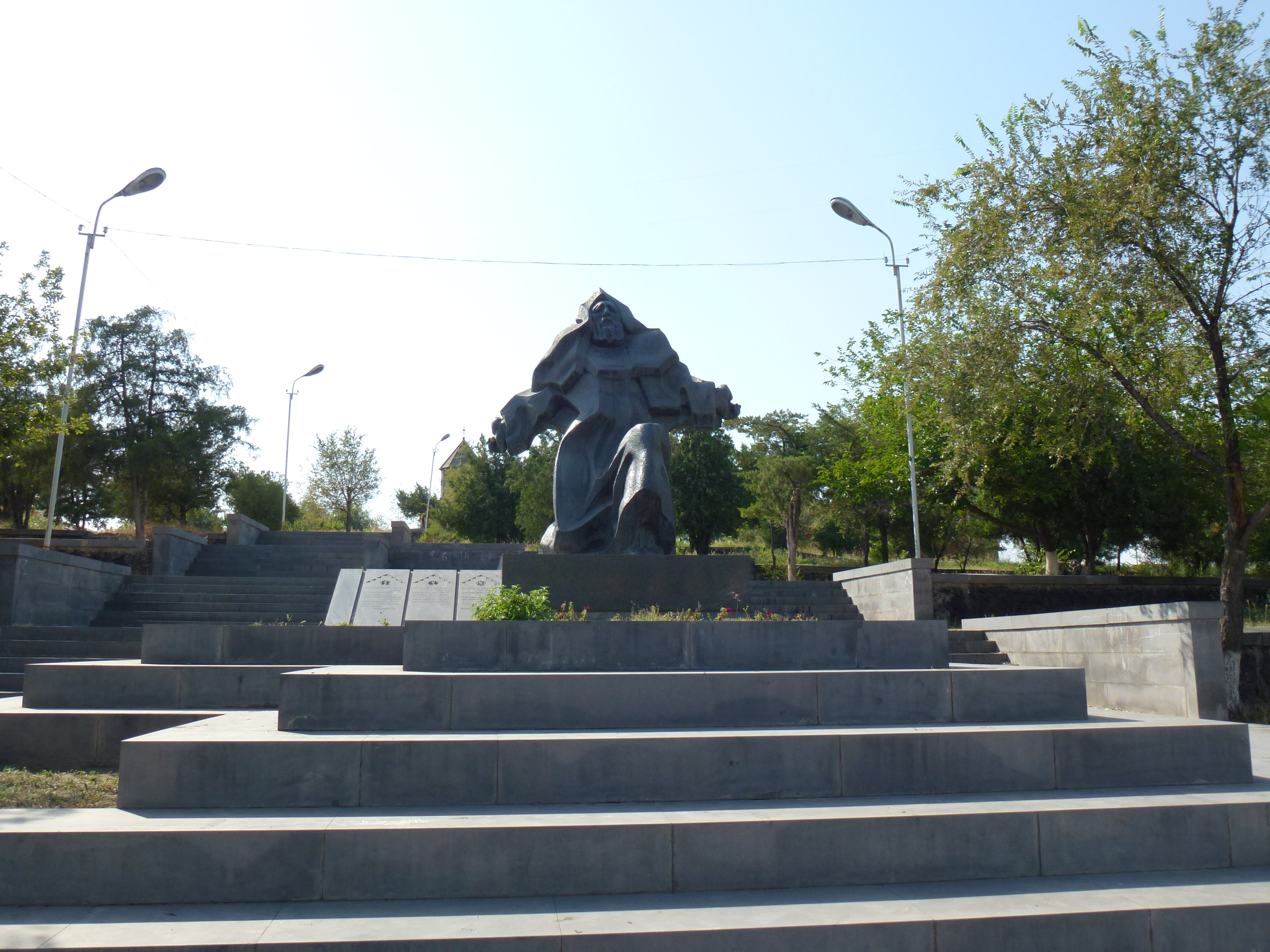
Staty av Gregorios av Narek

## Källor

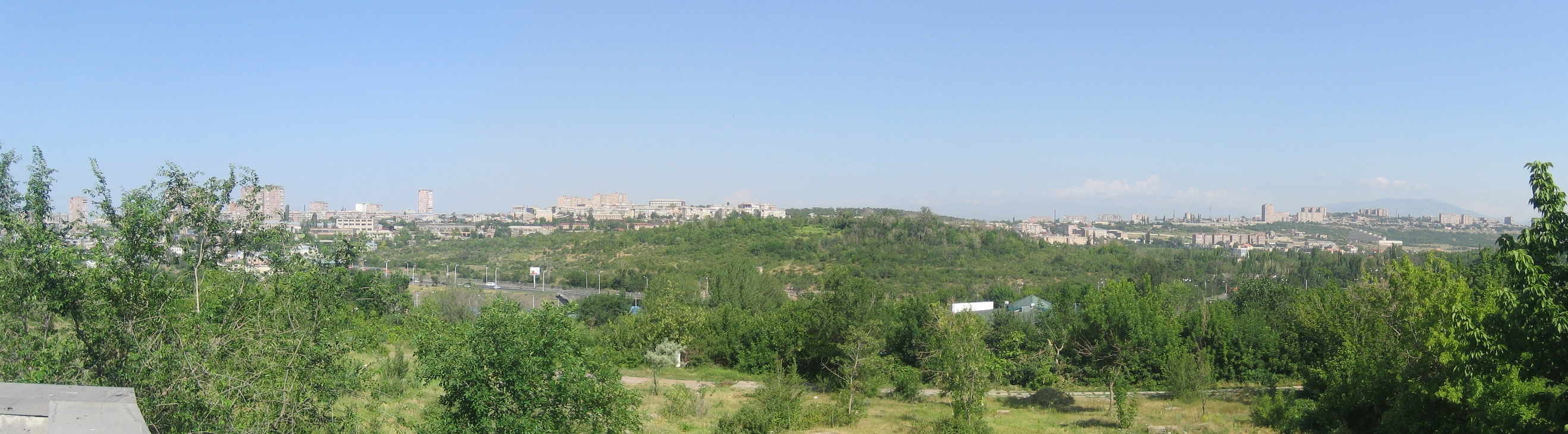
Vy av Kanaker-Zeytun österifrån